# Pothyne multilineata
Pothyne multilineata är en skalbaggsart som först beskrevs av Maurice Pic 1934.  Pothyne multilineata ingår i släktet Pothyne och familjen långhorningar. Inga underarter finns listade i Catalogue of Life.